# Paracirsia distincta
Paracirsia distincta är en insektsart som först beskrevs av Brunner von Wattenwyl 1907.  Paracirsia distincta ingår i släktet Paracirsia och familjen Bacillidae. Inga underarter finns listade i Catalogue of Life.